# Phân lưu
Chi lưu hay Phân lưu là những nhánh sông từ sông chính tỏa ra, tại đó nước của sông chính được chia ra, chảy đi và đổ ra biển hay vào sông khác .
Thường thì phân lưu được hình thành trong vùng châu thổ cửa sông hay gần các hồ. Tuy nhiên vẫn có trường hợp sông tách ra khỏi sông chính ở vùng trung lưu của sông chính và nếu sau đó nó lại quay về nhập vào sông chính thì vẫn được gọi là chi lưu, như trong trường hợp gần các vùng bồn địa nội lưu hay trong trường hợp các phụ lưu tách đôi ra khi gần với chỗ hợp lưu của nó vào sông chính. Chi lưu còn được gọi là chia đôi nhánh sông. 
Ngược lại với chi lưu là phụ lưu. Thay vì chi lưu là nơi một dòng (chính) tỏa ra, chia ra thành hai hay nhiều dòng (nhánh); phụ lưu là nơi hai dòng sông hợp vào nhau, hay dòng này đổ nước vào dòng khác (nhỏ vào lớn hoặc vào hồ). 
Vì rằng người dân từ xa xưa đã đặt tên các đoạn sông theo ý riêng của mình, nên đã xảy ra một số trường hợp chi lưu lại lấy đi quá nhiều nước từ dòng chính. Khi đó chi lưu lại là lộ trình chính của dòng chảy, còn dòng chính theo tên gọi sẽ không phải là lộ trình chính.